# Prado (Belo Horizonte)
Prado é um bairro da região oeste de Belo Horizonte, localizado entre as avenidas do Contorno, Amazonas e Tereza Cristina. Sua população é predominantemente de classe média alta e quase todas as suas ruas têm nomes de minérios.
O bairro é residencial, com predominância de prédios luxuosos e casas grandes. Na Rua Turquesa, vemos alguns comércios, como dunneterias, farmácias, padarias, mercados e sacolões.
Os morados são gentis e calmos, sem muito barulho em qualquer hora do dia, e não há passagem de muitos carros, por isso a região é considerada calma. 

## Origem
Um dos bairros mais tradicionais de Belo Horizonte, o Prado esteve intimamente ligado à história da fundação da capital mineira. Pela rua Platina, passaram as carroças que trouxeram material usado para construir a cidade. O nome do bairro foi recebido por causa do primeiro hipódromo de Belo Horizonte, o “Prado Mineiro”, inaugurado, em 1909, pelo então prefeito Prado Lopes.
Com a retração deste tipo de esporte, o antigo hipódromo deu lugar a um campo de futebol, onde eram disputados jogos do Campeonato Mineiro.
Além das provas de turfe e futebol, o Prado Mineiro ficou também conhecido por ter sediado o primeiro vôo oficial de avião da cidade. O piloto italiano Ernesto Darioli protaganizou este acontecimento. O avião, àquela época, era totalmente desconhecido da população, tendo sido visto antes apenas pelo cinema.
Desde aquela época, muita coisa mudou. Hoje, a rua Platina é – junto com as ruas Turquesa, Turfa, e a avenida Francisco Sá - ponto de concentração do comércio, e no lugar onde funcionou o antigo hipódromo, existe a Academia de Polícia Militar de Minas Gerais. A APM é uma das maiores Academias militares do Brasil, recebendo alunos de todo o Estado de Minas Gerais, e de outras unidades da Federação, como Espírito Santo, Manaus, Roraima, dentre outros. No seu interior há uma das maiores bibliotecas de assuntos policiais militares do Brasil. 
O traçado estreito e irregular das ruas do Prado se estende pelos bairros vizinhos. Boa parte das casas ainda mantêm pequenos quintais com jardins, inspiração para a aparente calma e tranquilidade do lugar, apesar do crescente adensamento.
No campo dos negócios, a indústria de confecções se configura como a atividade que mais cresce no Prado, muitas residências do bairro estão sendo ocupadas pelas confecções, tornando o bairro o principal centro de confecção de moda de Belo Horizonte.

## Cultura
Além dos estabelecimentos de ensino básico e superior, o Prado abriga a Academia de Letras João Guimarães Rosa, associação cultural mais importante da PMMG. Sua sede se encontra dentro do Clube dos Oficiais e engloba uma importante biblioteca, em cujo acervo predominam temas mineiros e filosóficos. A biblioteca foi compilada pelo Coronel PM Edgar Torres, militar, lógico e estudioso da filosofia tomista. Tal fato explica a presença de livros dos mais destacados filósofos tomistas do século XIX e XX como Étienne Gilson,Antonin-Gilbert Sertillanges, Reginald Garrigou-Lagrange, Józef Maria Bochenski, Santiago Ramírez e Chesterton..
Nas dependências da Academia de Polícia Militar se encontra a Orquestra Sinfônica da Polícia Militar, a única orquestra do gênero no Brasil. Também no interior da APM está sediado do Museu da Polícia Militar de Minas Gerais, que abriga o acervo histórico da Corporação, que inclui fardamentos, armas e documentos dos séculos XVIII a XX. Atualmente o Museu se encontra fechado.

## Religião
A população do Prado é majoritariamente católica.

Igreja do Santo Cura D`Ars - Prado, Belo Horizonte

Na divisão territorial eclesiástica católica, o bairro Prado corresponde à Paróquia do Santo Cura d'Ars, cuja igreja construída por padres italianos e inaugurada em 1949, quando Dom Antônio dos Santos Cabral era Arcebispo de Belo Horizonte. O Papa João Paulo II elevou a igreja à dignidade de Basílica Menor, a única em Belo Horizonte.  
No começo da presente década, o Prado se constituiu como o centro do movimento tradicionalista católico, que defende a volta aos costumes anteriores ao Concílio Vaticano II. O bairro já foi cenário de palestras e aulas dos principais corifeus desse movimento católico, com destaque aos professores Orlando Fedeli, Carlos Nouguê, bem como aos Padres do Instituto Bom Pastor e da Fraternidade Sacerdotal São Pio X.
O bairro conta com templos de outras religiões, como a Associação Espírita Célia Xavier e o Templo Hare Krishna.

## Saúde
No Prado se encontra o Centro de Equoterapia da PMMG. O Centro se encontra nas dependências do RCAT (Regime de Cavalaria Alferes Tiradentes) e é o único em todo o Estado a promover o atendimento gratuito às pessoas portadoras de paralisia cerebral, esclerose generalizada, retardo mental, atrofia muscular, coluna bifada, efeito da Talidomida, enfartes, cegueira, surdez, autismo, ausência de membros ou com deformidades.

## Principais vias
- Rua Platina, Rua Turquesa, Avenida Francisco Sá, Avenida Amazonas, Avenida do Contorno.

## Estabelecimentos educacionais
- Faculdade Estácio de Sá - Campus Prado
- Faculdades de Minas Gerais - FAMINAS
- Academia de Polícia do Estado de Minas Gerais - APM
- Colégio Tiradentes da Polícia Militar de Minas Gerais -  Unidade Nossa Senhora das Vitórias
- Escola Estadual São Bento
- Colégio Prado

## Bairros vizinhos
- Barroca, Santo Agostinho, Barro Preto, Calafate, Gutierrez.